# Le Flibustier
Le Flibustier est une comédie lyrique en trois actes, composée par César Cui entre 1888 et 1889. Contrairement à ce que le titre pourrait laisser croire, il ne s'agit pas d'un drame de cape et d'épée, mais d'une comédie domestique idyllique basée sur un quiproquo.
L'opéra est basé sur la pièce du même nom de Jean Richepin, qui a écrit le livret, et est dédié à la comtesse de Mercy-Argenteau. C'est chez elle, au château d'Argenteau, en Belgique, qu'il a été composé. Il a été créé à l'Opéra-Comique de Paris le 22 février 1894 et a été joué lors de quatre représentations. Il a été relancé en 1908 dans une production par des étudiants du Conservatoire de Moscou sous la direction de Mikhaïl Ippolitov-Ivanov, et une édition russe de la partition piano-voix a été imprimée sous le titre У моря (Au bord de mer). Néanmoins, malgré l'affection particulière du compositeur pour cette œuvre, Le Flibustier semble n'avoir jamais été joué à nouveau et n'a jamais fait partie du répertoire lyrique standard.
L'année de sa création, le compositeur a rédigé un rare article biographique intitulé « Flibustier à Paris » sur ses expériences avec cet opéra publié dans le périodique russe Knijki Nedeli (ru).
Le compositeur a extrait de cette œuvre une suite orchestrale composée du Prélude initial, des Danses qui clôturent l'Acte I et de la Marche de l'Acte III.

## Personnages et décor
- François Legoëz, vieux marin : baryton
- Pierre, son fils, ancien flibustier : basse
- Jacquemin, un flibustier : ténor
- Janik, petite-fille de François Legoëz : soprano
- Marie-Anne, belle-fille de François Legoëz : mezzo-soprano / contralto
- Pêcheurs, épouses de pêcheurs, filles : chœur

L'action se déroule à Saint-Malo, à la fin du XVIIe siècle, dans la demeure de Legoëz, qui surplombe la mer.

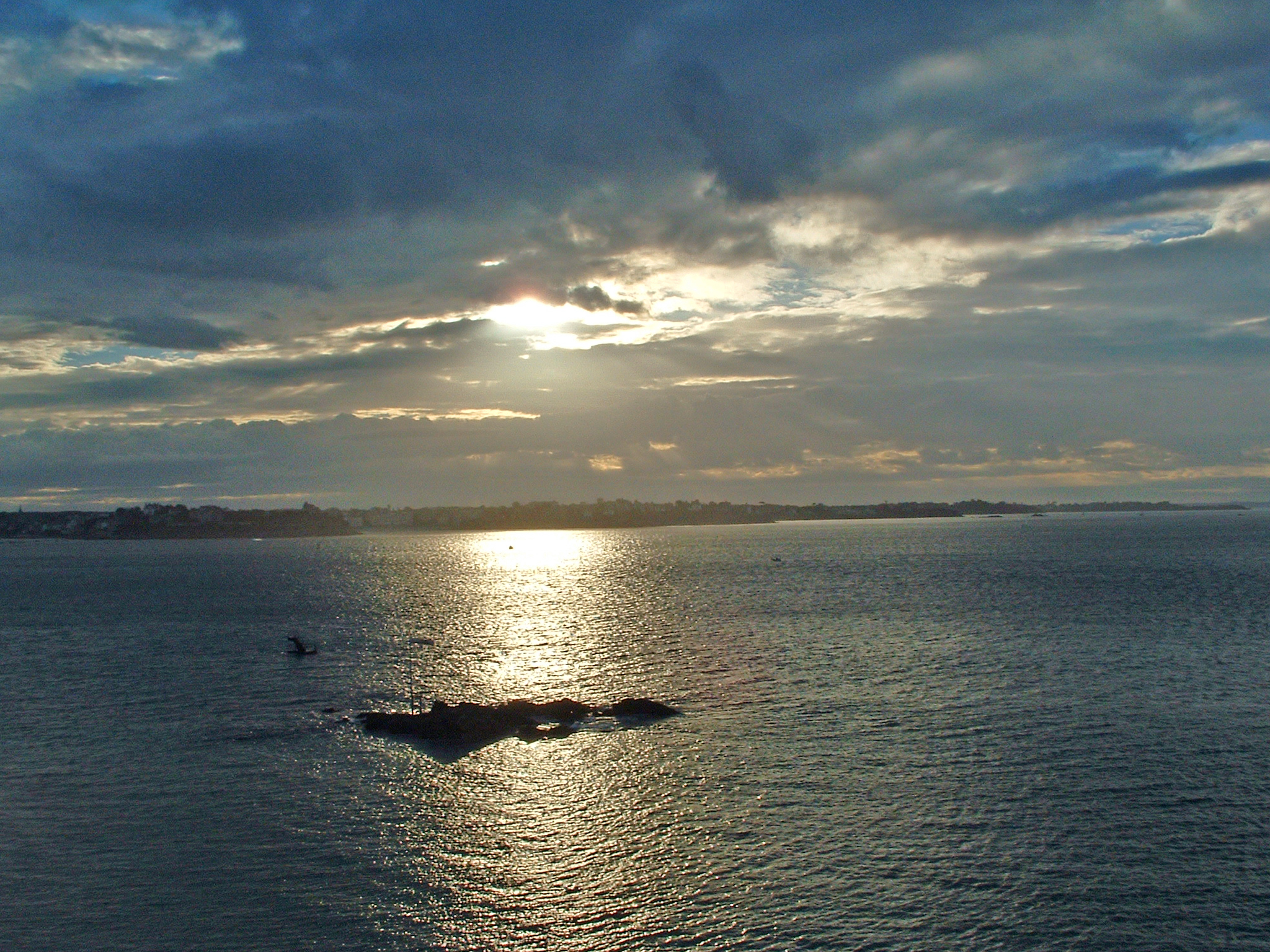
Une vue sur la mer depuis Saint-Malo

## Synopsis

### Acte I
Il y a huit ans, Pierre a quitté la maison à l'âge de dix ans pour devenir pirate. Son grand-père Legoëz et sa cousine Janik – qui l'aime – espéraient depuis longtemps qu'il reviendrait.
Un jour, alors qu'il n'y a que Marie-Anne dans la maison, l'inconnu Jacquemin, qui était le camarade de Pierre il y a des années mais ne sait pas ce qu'il est devenu, passe s'enquérir de lui, emportant avec lui quelques affaires. Lui et Marie-Anne sont convaincus que Pierre a péri, et pour épargner au vieux Legoëz la mauvaise nouvelle, elle cache Jacquemin, mais un malentendu se produit lorsque Legoëz entre et remarque le paquet des affaires de Pierre. Il découvre le Jacquemin caché et le prend pour Pierre. Avant qu'une correction puisse être apportée, il y a de la joie et de la danse.

### Acte II
Lors d'une fête, Jacquemin raconte ses aventures ; Janik, pensant qu'il est son cousin, est encore plus amoureuse de lui. Legoëz, sentant qu'ils sont timides tous les deux, demande aux invités de les laisser seuls un moment. Seuls à eux deux, Jacquemin, lui aussi tombé amoureux de Janik, lui dit la vérité. La tromperie lui importe peu : elle l'aime, même s'il n'est pas le Pierre de son enfance.
Jacquemin laisse Janik seul ; sa tante Marie-Anne entre, et les deux réconcilient la supercherie. À ce moment, par une grande coïncidence, Pierre, perdu depuis longtemps, entre et s'identifie. Alors Legoëz entre avec Jacquemin de l'extérieur, et ce dernier essaie d'embrasser son ami, mais Pierre rejette le traître, et la tromperie est révélée à Legoëz, qui renvoie Jacquemin avec colère.

### Acte III
Pierre raconte ses aventures avec des navires espagnols et anglais, résultant en une richesse qui lui a permis de quitter la vie de marin pour être un habitant de la terre. Il invite Legoëz à venir vivre dans son nouveau pays loin du brouillard du bord de mer. Legoëz se sent aliéné de Pierre maintenant : ils sont devenus si différents. Pendant ce temps, Janik est toujours amoureux du banni Jacquemin, mais Legoëz n'en entendra pas parler, et il n'y a pas de joie dans la maison, malgré le retour de Pierre.
Pierre découvre par Marie-Anne le caractère accidentel de l'erreur d'identité (sans toutefois connaître les sentiments de Janik pour Jacquemin), et à l'extérieur dans la rue, il raconte cela à Legoëz, qui décide de pardonner à Jacquemin. En attendant, cependant, Jacquemin passe à la maison pour dire un dernier adieu à contrecœur à Janik et Marie-Anne. Pierre entre et se réconcilie avec Jacquemin. Mais lorsqu'il est clair que ce dernier a l'amour de Janik, Pierre est d'abord furieux, mais finit par se rendre compte qu'un combat physique ne peut faire aucune différence, et alors il cède. Legoëz entre et, après avoir appris ce qui s'est passé, consent au mariage de sa petite-fille avec Jacquemin et conduit le tout dans un hommage à la mer.